# Tỉnh ủy Cà Mau
Tỉnh ủy Cà Mau hay còn được gọi Ban Chấp hành Đảng bộ tỉnh Cà Mau, hay Đảng ủy tỉnh Cà Mau. Là cơ quan lãnh đạo cao nhất của Đảng bộ tỉnh Cà Mau giữa hai kỳ đại hội đại biểu Đảng bộ tỉnh.
Ngày 18 tháng 6 năm 2025, Bộ Chính trị ban hành Quyết định số 327-QĐ/TW thành lập Đảng bộ tỉnh Cà Mau trực thuộc Ban Chấp hành Trung ương Đảng, trên cơ sở hợp nhất Đảng bộ tỉnh Cà Mau và tỉnh Bạc Liêu kể từ ngày 1 tháng 7 năm 2025.
Đứng đầu Tỉnh ủy là Bí thư Tỉnh ủy và thường là Ủy viên Ban chấp hành Trung ương Đảng. Bí thư Tỉnh ủy Cà Mau hiện nay là ông Nguyễn Hồ Hải.

## Lịch sử
Sau khi Đảng Cộng sản Việt Nam ra đời, các tổ chức cộng sản của An Nam Cộng sản Đảng tại Nam Kỳ hợp nhất thành các tổ chức của Đảng Cộng sản Việt Nam. Trong thời gian từ 1932-1935, phong trào cách mạng nổ rộ, nhiều chi bộ Đảng được thành lập tại Quận Cà Mau. Đến đầu năm 1935, tại Cà Mau có 14 chi bộ do Liên tỉnh ủy Hậu Giang trực tiếp lãnh đạo.
Việc phát triển đồng thời nhiều đảng viên và chi bộ đặt ra tình huống phải lập Đảng bộ riêng lãnh đạo trực tiếp phong trào cách mạng. Theo sự đề nghị của ủy viên Liên tỉnh ủy Hậu Giang phụ trách Bạc Liêu, Rạch Giá, Sóc Trăng Phạm Hồng Thám, Liên tỉnh ủy Hậu Giang quyết định chấp thuận thành lập Quận ủy Cà Mau và tổ chức trong thời gian hợp lý. Ngày 5-6/7/1937 Đại hội Đại biểu thành lập Quận ủy Cà Mau được triệu tập, Đại hội đã bầu ra Ban Chấp hành Đảng bộ Quận Cà Mau và Bí thư Quận ủy là Phạm Hồng Thám.
Đầu năm 1938, phong trào Mặt trận Dân chủ Đông Dương phát triển mạnh mẽ, Quận ủy Cà Mau tích cực lãnh đạo các cuộc mít tinh, bãi công của người lao động. Nhiều chi bộ được thành lập nhưng hoạt động rời rạc không liên kết với nhau, để thống nhất lãnh đạo chung cần có 1 đảng bộ thống nhất trong địa phương. Tháng 10/1938 Hội nghị 3 Quận ủy Cà Mau, Vĩnh Châu và Giá Rai được tổ chức, tại Hội nghị được sự chấp thuận của Liên tỉnh ủy Hậu Giang đã bầu Ban Chấp hành lâm thời tỉnh Bạc Liêu.
Đầu năm 1939, để phong trào cách mạng tiếp tục phát triển Đại hội Đại biểu Đảng bộ tỉnh Bạc Liêu được tổ chức (2-3/2/1939), Đại hội đã chính thức bầu ra Ban Chấp hành Đảng bộ tỉnh Bạc Liêu.
Tỉnh ủy Bạc Liêu khi đó bao gồm các tỉnh Cà Mau và Bạc Liêu ngày nay. Đến khi tách tỉnh năm 1997. Có một số giai đoạn tách tỉnh trong thời gian 1945, 1974-1975.
Sau khi kết thúc công cuộc thống nhất đất nước, Ủy ban quân quản tỉnh được thành lập với nhiệm vụ đảm bảo an ninh xã hội và tiếp quản các cơ sở cấp thiết của tỉnh. Cuối năm 1975, theo quyết định của Bộ Chính trị về việc sáp nhập các tỉnh, thành phố mới giải phóng, Trung ương Đảng đã chỉ định Ban Chấp hành lâm thời Đảng bộ tỉnh Cà Mau - Bạc Liêu.
Cuối năm 1976, Đại hội đại biểu Đảng bộ tỉnh Minh Hải (vòng 1) được tổ chức với nhiệm vụ tham gia thảo luận Báo cáo chính trị, Điều lệ Đảng và bầu đại biểu tham dự Đại hội Đại biểu Toàn quốc lần thứ IV của Đảng. Sau khi Đại hội Đảng toàn quốc kết thúc, các Đảng bộ cấp dưới tiến hành bầu cấp ủy. Cuối tháng 3/1977 Đại hội đại biểu Đảng bộ tỉnh Minh Hải (vòng 2) được tổ chức với nhiệm vụ bầu cấp ủy và bí thư. Đại hội đã bầu ra Ban Chấp hành Đảng bộ tỉnh Minh Hải.
Tại kỳ họp thứ 10 (15/10-12/11/1996) Quốc hội khóa IX ra nghị quyết về việc chia tách tỉnh và điều chỉnh địa giới hành chính, trong đó có tỉnh Minh Hải. Ngày 12/12/1996 Bộ Chính trị ra Quyết định số 126-QĐNS/TW thành lập Đảng bộ Cà Mau và chỉ định Ban Chấp hành Đảng bộ lâm thời tỉnh Cà Mau.
Ngày 1/1/1997 tỉnh Cà Mau được tái lập, Thực hiện Chỉ thị 51-CT/TW của Ban Bí thư và Hướng dẫn 06-HD/TC-TW ngày 23/7/1997 của Ban Tổ chức Trung ương về việc chuẩn bị và tiến hành Đại hội Đảng bộ các tỉnh, thành phố mới được chia tách. Tỉnh ủy lâm thời tổ chức Đại hội Đại biểu Đảng bộ tỉnh Cà Mau lần thứ XI từ 11-12/12/1997. Đại hội chính thức bầu Ban Chấp hành Đảng bộ tỉnh Cà Mau khóa XI gồm 47 ủy viên.
Ngày 1/7/2025, tỉnh Cà Mau tổ chức công bố Nghị quyết, Quyết định của Trung ương và địa phương về sắp xếp đơn vị hành chính cấp tỉnh, cấp xã; kết thúc hoạt động đơn vị hành chính cấp huyện; thành lập tổ chức đảng, chỉ định Cấp ủy, HĐND, UBND, Ủy ban MTTQ Việt Nam tỉnh, xã, phường của tỉnh Cà Mau. Bộ Chính trị Quyết định chỉ định Ban Chấp hành Đảng bộ tỉnh Cà Mau nhiệm kỳ 2020 - 2025 gồm 55 đồng chí, chuẩn y Ban Thường vụ Tỉnh uỷ Cà Mau nhiệm kỳ 2020 - 2025 gồm 20 đồng chí 

## Tổ chức
- Thường trực Tỉnh ủy
  - Bí thư Tỉnh ủy
  - Phó Bí thư thường trực Tỉnh ủy
  - Phó Bí thư Tỉnh ủy
- Ban Thường vụ Tỉnh ủy
- Cơ quan tham mưu, giúp việc
  - Văn phòng Tỉnh ủy
  - Ủy ban Kiểm tra Tỉnh ủy
  - Ban Tổ chức Tỉnh ủy
  - Ban Tuyên giáo và Dân vận Tỉnh ủy
  - Ban Nội chính Tỉnh ủy
  - Báo Cà Mau
  - Trường Chính trị tỉnh
- Đảng ủy trực thuộc
  - Ban chấp hành Đảng bộ các cơ quan Đảng tỉnh
  - Ban chấp hành Đảng bộ Ủy ban nhân dân tỉnh
  - Ban chấp hành Đảng bộ Quân sự tỉnh
  - Ban chấp hành Đảng bộ Công an tỉnh
  - Đảng bộ xã, phường

## Bí thư Tỉnh ủy

### 1937-1976
| STT | Tên             | Nhiệm kỳ        | Chức vụ                                                                  | Ghi chú |
| --- | --------------- | --------------- | ------------------------------------------------------------------------ | ------- |
| 1   | Phạm Hồng Thám  | 7/1937-9/1938   | Ủy viên Liên tỉnh ủy Hậu Giang Bí thư Quận ủy Cà Mau                     |         |
| 2   | Bùi Thị Trường  | 10/1938-1/1939  | Bí thư Tỉnh ủy lâm thời Bạc Liêu                                         |         |
| 3   | Trần Văn Đại    | 2/1939-4/1940   | Bí thư Tỉnh ủy Bạc Liêu                                                  |         |
| 4   | Trần Văn Thời   | 5/1940-12/1940  | Bí thư Tỉnh ủy Bạc Liêu                                                  |         |
| 5   | Trần Văn Sớm    | 1/1941-2/1943   | Trưởng ban Ban Cán sự Đảng tỉnh Bạc Liêu                                 |         |
| 1   | Phạm Hồng Thám  | 2/1943-5/1945   | Trưởng ban Ban Vận động tái lập Đảng bộ Nam Bộ                           |         |
| 3   | Trần Văn Đại    | 5/1945-10/1945  | Bí thư Tỉnh ủy lâm thời Cà Mau                                           |         |
| 6   | Lê Khắc Xương   | 5/1945-2/1946   | Bí thư Tỉnh ủy lâm thời Bạc Liêu Chủ nhiệm Mặt trận Việt Minh tỉnh       |         |
| 3   | Trần Văn Đại    | 3/1946-1/1948   | Bí thư Tỉnh ủy Bạc Liêu                                                  |         |
| 7   | Trần Văn Sớm    | 2/1948-5/1953   | Bí thư Tỉnh ủy Bạc Liêu                                                  |         |
| 8   | Ung Văn Khiêm   | 5/1953-4/1954   | Bí thư Tỉnh ủy Bạc Liêu                                                  |         |
| 9   | Võ Văn Kiệt     | 4/1954-10/1954  | Bí thư Tỉnh ủy Bạc Liêu                                                  |         |
| 10  | Châu Văn Đặng   | 10/1954-12/1956 | Bí thư Tỉnh ủy Bạc Liêu                                                  | [ 3 ]   |
| 11  | Trần Văn Bỉnh   | 1-6/1957        | Bí thư Tỉnh ủy Bạc Liêu                                                  |         |
| 12  | Vũ Đình Liệu    | 1957-1/1960     | Bí thư Tỉnh ủy Cà Mau                                                    |         |
| 13  | Phan Ngọc Sến   | 1/1960-1966     | Bí thư Tỉnh ủy Bạc Liêu                                                  |         |
| 14  | Nguyễn Văn Đáng | 1966-1972       | Khu ủy viên Khu ủy Tây Nam Bộ Bí thư Tỉnh uỷ Cà Mau                      |         |
| 15  | Nguyễn Minh Đức | 1972-1976       | Bí thư Tỉnh ủy Cà Mau                                                    |         |
| 14  | Nguyễn Văn Đáng | 1/1976-6/1976   | Bí thư Tỉnh ủy lâm thời Cà Mau-Bạc Liêu Bí thư Tỉnh ủy lâm thời Minh Hải |         |
| 11  | Trần Văn Bỉnh   | 6/1976-10/1976  | Bí thư Tỉnh ủy lâm thời Minh Hải                                         |         |
| 13  | Phan Ngọc Sến   | 10/1976-3/1977  | Bí thư Tỉnh ủy lâm thời Minh Hải                                         |         |

### 1977-1997
| STT | Tên             | Nhiệm kỳ      | Chức vụ                 | Ghi chú |
| --- | --------------- | ------------- | ----------------------- | ------- |
| 1   | Phan Ngọc Sến   | 3/1977-7/1983 | Bí thư Tỉnh ủy Minh Hải |         |
| 2   | Đoàn Thanh Vị   | 7/1983-1989   | Bí thư Tỉnh ủy Minh Hải |         |
| 3   | Nguyễn Văn Đáng | 1989-1993     | Bí thư Tỉnh ủy Minh Hải |         |
| 4   | Đặng Thành Học  | 1994-12/1996  | Bí thư Tỉnh ủy Minh Hải |         |

### 1997-2025
| STT | Tên               | Nhiệm kỳ       | Chức vụ                        | Ghi chú |
| --- | ----------------- | -------------- | ------------------------------ | ------- |
| 1   | Đặng Thành Học    | 1/1997-12/1997 | Bí thư Tỉnh ủy lâm thời Cà Mau |         |
| 1   | Đặng Thành Học    | 12/1997-1/2001 | Bí thư Tỉnh ủy Cà Mau          |         |
| 2   | Bùi Quang Huy     | 2/2001-9/2005  | Bí thư Tỉnh ủy Cà Mau          |         |
| 3   | Võ Thanh Bình     | 10/2005-9/2008 | Bí thư Tỉnh ủy Cà Mau          |         |
| 4   | Nguyễn Tuấn Khanh | 9/2008-9/2010  | Bí thư Tỉnh ủy Cà Mau          |         |
| 5   | Dương Thanh Bình  | 9/2010-6/2020  | Bí thư Tỉnh ủy Cà Mau          |         |
| 6   | Nguyễn Tiến Hải   | 6/2020-1/2025  | Bí thư Tỉnh ủy Cà Mau          |         |
| 7   | Nguyễn Hồ Hải     | 1/2025-6/2025  | Bí thư Tỉnh ủy Cà Mau          |         |

## Các kỳ Đại hội Đại biểu Đảng bộ Cà Mau
| Đại hội đại biểu      | Lần thứ | Thời gian        | Địa điểm         | Đại biểu | Cấp ủy            | Ghi chú |
| --------------------- | ------- | ---------------- | ---------------- | -------- | ----------------- | ------- |
| Đảng bộ tỉnh Bạc Liêu | I       | 2-3/2/1939       | Thị trấn Cà Mau  | 29       | 9 (2 dự khuyết)   |         |
| Đảng bộ tỉnh Bạc Liêu | II      | Đầu năm 1948     | Huyện Đầm Dơi    | 200      | 15                |         |
| Đảng bộ tỉnh Bạc Liêu | III     | Đầu tháng 7/1950 | Huyện Đầm Dơi    | 350      | 26 (6 dự khuyết)  |         |
| Đảng bộ tỉnh Bạc Liêu | IV      | 15/5/1953        | Huyện Ngọc Hiển  | 315      | 26 (10 dự khuyết) |         |
| Đảng bộ tỉnh Minh Hải | V       | 21/3-5/4/1977    | thị xã Cà Mau    | 311      | 40 (1 dự khuyết)  |         |
| Đảng bộ tỉnh Minh Hải | VI      | 1-4/4/1981       | thị xã Bạc Liêu  | 307      | 52 (1 dự khuyết)  |         |
| Đảng bộ tỉnh Minh Hải | VII     | 21-26/7/1983     | thị xã Bạc Liêu  | 315      | 44 (1 dự khuyết)  |         |
| Đảng bộ tỉnh Minh Hải | VIII    | 27/10-1/11/1986  | thị xã Bạc Liêu  | 327      | 55 (10 dự khuyết) |         |
| Đảng bộ tỉnh Minh Hải | IX      | 27-30/8/1991     | thị xã Cà Mau    | 350      | 45                |         |
| Đảng bộ tỉnh Minh Hải | X       | 7-10/5/1996      | thị xã Cà Mau    | 337      | 47                |         |
| Đảng bộ tỉnh Cà Mau   | XI      | 11-12/12/1997    | thị xã Cà Mau    | 259      | 47                |         |
| Đảng bộ tỉnh Cà Mau   | XII     | 21/2/2001        | thành phố Cà Mau | 300      | 42                |         |
| Đảng bộ tỉnh Cà Mau   | XIII    | 27-30/11/2005    | thành phố Cà Mau | 300      | 49                |         |
| Đảng bộ tỉnh Cà Mau   | XIV     | 28-30/9/2010     | thành phố Cà Mau | 348      | 55                |         |
| Đảng bộ tỉnh Cà Mau   | XV      | 21-24/9/2015     | thành phố Cà Mau | 348      | 52                |         |
| Đảng bộ tỉnh Cà Mau   | XVI     | 26-28/10/2020    | thành phố Cà Mau | 351      | 50                |         |

## Ban Thường vụ Tỉnh ủy khóa XVI (2021 - 2026)
Ngày 17/10/2020, tại phiên họp thứ nhất của Ban chấp hành khoá XVI đã bầu 15 người vào Ban Thường vụ, 11 người vào Ủy ban kiểm tra Tỉnh ủy và Chủ nhiệm Ủy ban kiểm tra Tỉnh uỷ.
1. Nguyễn Hồ Hải, Bí thư Tỉnh ủy.[5]
2. Huỳnh Quốc Việt, Ủy viên dự khuyết Trung ương Đảng, Phó Bí thư thường trực Tỉnh ủy.
3. Phạm Văn Thiều, Phó Bí thư Tỉnh ủy, Chủ tịch Hội đồng nhân dân tỉnh.[6]
4. Phạm Thành Ngại, Phó Bí thư Tỉnh uỷ, Chủ tịch Ủy ban nhân dân tỉnh.[7]
5. Lâm Văn Bi, Phó Chủ tịch Ủy ban nhân dân tỉnh.
6. Hồ Trung Việt, Trưởng ban Tuyên giáo và Dân vận Tỉnh uỷ.[8]
7. Trần Hữu Phước, Giám đốc Sở Nội vụ
8. Lê Thị Nhung, Phó Chủ tịch thường trực Hội đồng nhân dân tỉnh.
9. Nguyễn Minh Luân, Phó Chủ tịch Ủy ban nhân dân tỉnh.[9]
10. Bùi Tấn Bảy, Phó Chủ tịch Hội đồng nhân dân tỉnh.
11. Phan Thanh Duy, Chủ nhiệm Ủy ban Kiểm tra Tỉnh ủy.
12. Nguyễn Bình Tân, Trưởng ban Nội chính Tỉnh ủy.
13. Tô Việt Thu, Bí thư Đảng ủy phường Bạc Liêu.
14. Hồ Thanh Thủy, Trưởng ban Tổ chức Tỉnh ủy.
15. Huỳnh Hữu Trí, Phó Chủ tịch Ủy ban nhân dân tỉnh.
16. Lê Minh Ý, Phó Trưởng ban thường trực Ban Tổ chức Tỉnh ủy
17. Lê Thanh Triều, Phó Chủ tịch thường trực Ủy ban Mặt trận Tổ quốc Việt Nam tỉnh.
18. Trương Đăng Khoa, Bí thư Đảng ủy phường Tân Thành.
19. Đại tá Hồ Việt Triều, Giám đốc Công an tỉnh.
20. Đại tá Nguyễn Văn Hùng, Chỉ huy trưởng Bộ Chỉ huy quân sự tỉnh.